# Daniel Bernoulli

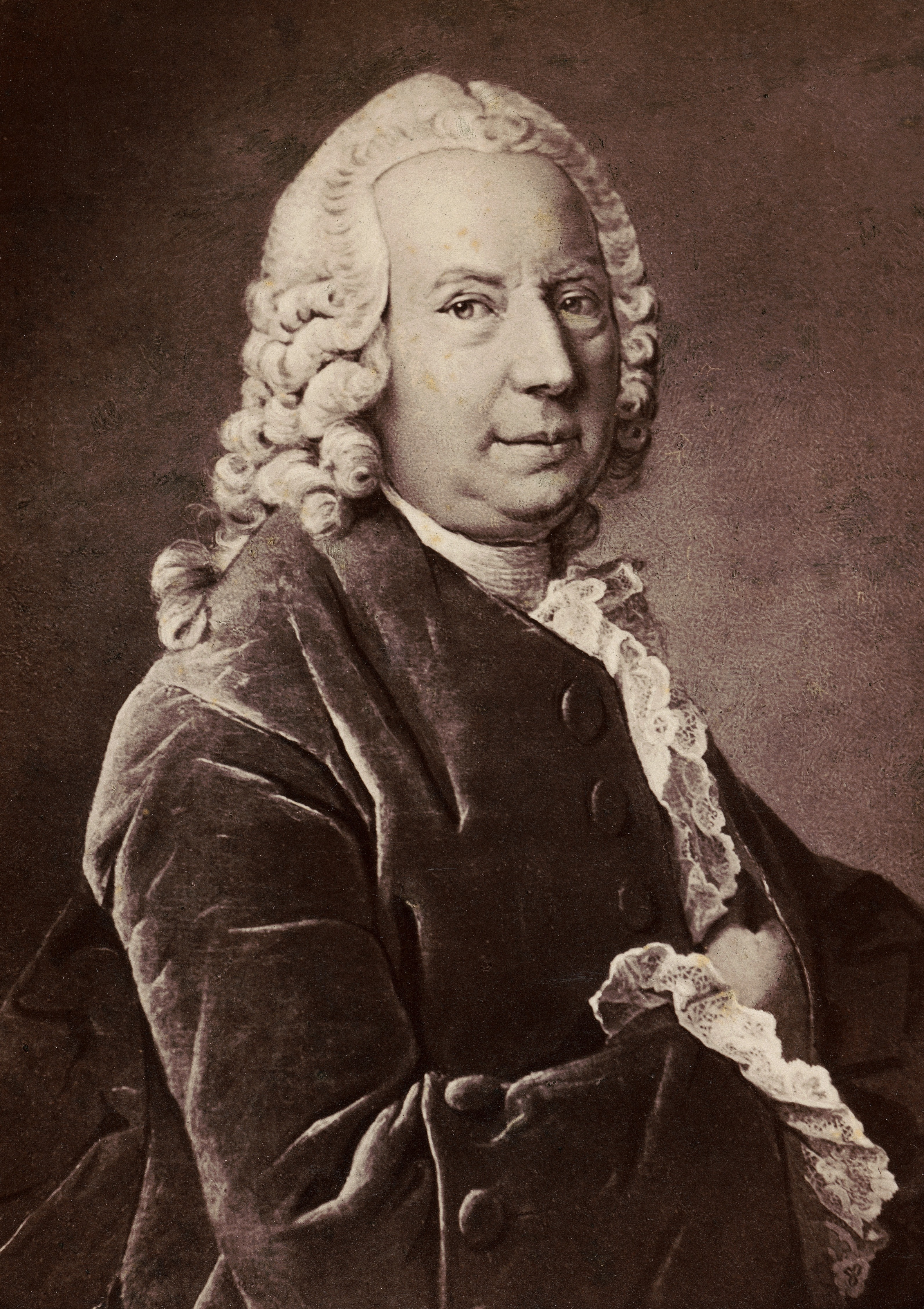
Daniel Bernoulli, ok. 1750

Daniel Bernoulli (ur. 8 lutego 1700 w Groningen, zm. 17 marca 1782 w Bazylei) – szwajcarski matematyk i fizyk, członek zagraniczny Akademii Stanisława w Nancy od 1755 roku.

## Życiorys
Był profesorem matematyki w Petersburgu od 1725 roku oraz profesorem anatomii i botaniki uniwersytetu w Bazylei od 1733. Katedrę fizyki tamże objął dopiero w 1750 roku. Twórca podwalin mechaniki statystycznej (kinetyczno-molekularna teoria gazów). Obszarem jego zainteresowań były także medycyna i fizjologia. Jako matematyk zajmował się rachunkiem prawdopodobieństwa, równaniami różniczkowymi i metodami przybliżonymi rozwiązywania równań. Zdefiniował liczbę e. Jako fizyk rozwiązał problem struny drgającej i podał równanie ruchu stacjonarnego cieczy idealnej zwane równaniem Bernoulliego. Rozważał również problem paradoksu petersburskiego (postawiony po raz pierwszy przez jego kuzyna Mikołaja (I)) i znalazł jego rozwiązanie, czym stworzył podwaliny pod współczesną teorię oczekiwanej użyteczności. Odkrył także, że poruszający się płyn (ciecz, gaz lub plazma) wywiera tym niższe ciśnienie, im szybciej się porusza.
Pochodził ze znanej rodziny matematyków Bernoullich. Jego ojcem był Johann Bernoulli, a stryjem Jakob Bernoulli.

## Wybrane publikacje
- Daniel Bernoulli, 1954, Exposition of a New Theory on the Measurement of Risk Econometrica 22, 23-36 (reprint oryginalnej pracy Bernoulliego z paradoksem petersburskim z 1738 roku)